# Gmina Mszana
Die Gmina Mszana ist eine Landgemeinde im Powiat Wodzisławski der Woiwodschaft Schlesien in Polen. Ihr Sitz ist das gleichnamige Dorf (deutsch Mschanna) mit etwa 3650 Einwohnern.

## Geographie

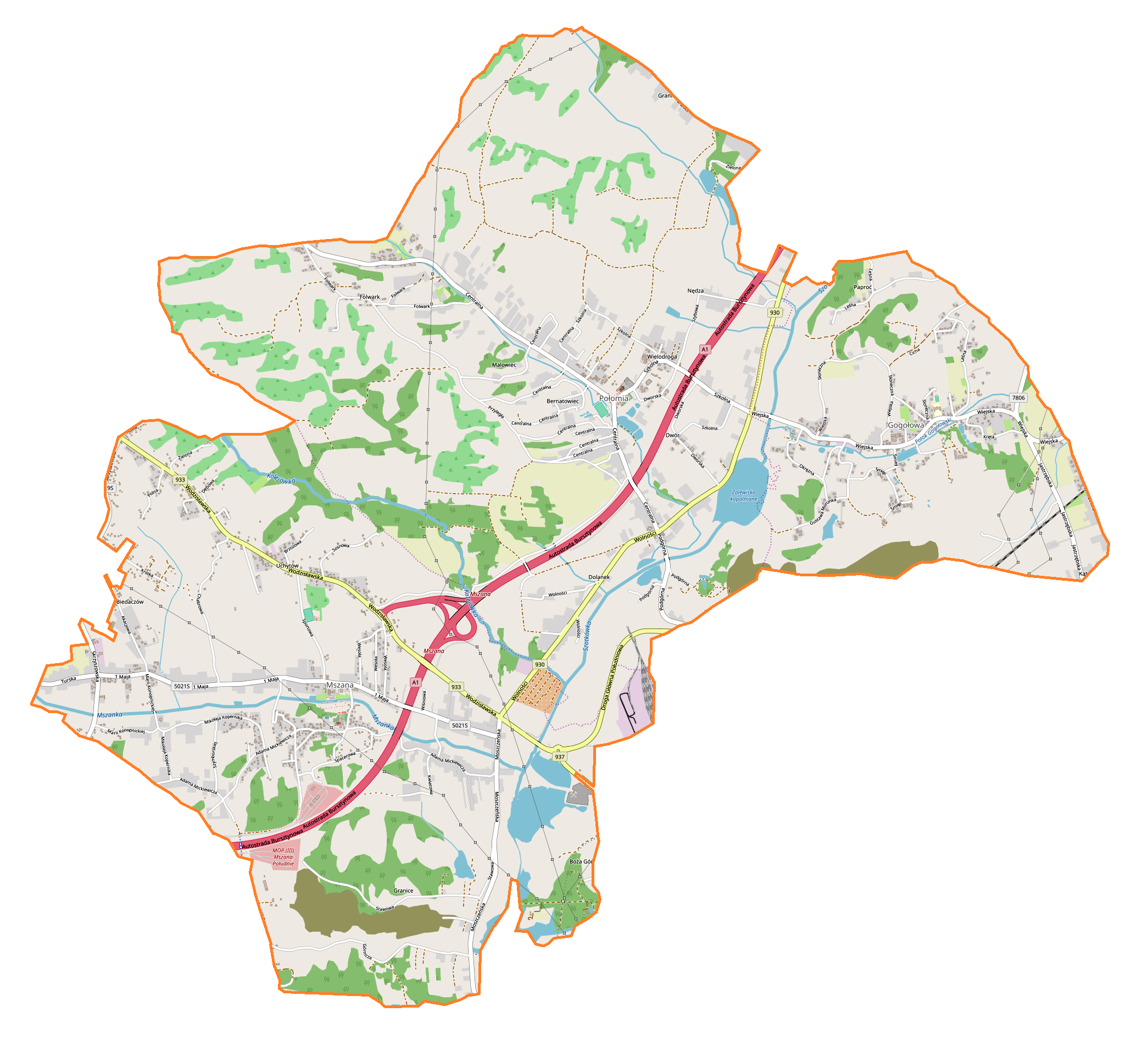
Karte der Gemeinde

Die Gemeinde liegt im Südwesten der Woiwodschaft, die Grenze nach Tschechien ist fünf Kilometer entfernt. Sie grenzt im Westen an die Kreisstadt Wodzisław Śląski (Loslau). Die weiteren Nachbargemeinden sind Marklowice im Nordwesten, Świerklany im Nordosten, Jastrzębie-Zdrój im Südosten und Godów im Südwesten. Katowice (Kattowitz) liegt etwa 45 Kilometer nordöstlich.
Die Gemeinde hat eine Fläche von 31,2 km², von der 74 Prozent land- und 7 Prozent forstwirtschaftlich genutzt werden. Die Landschaft gehört zum südöstlichen Teil des Rybnikplateaus. Zu den Fließgewässern gehören die Szotkówka und ihr Zufluss Mszanka.

## Geschichte
Die Gmina Mszana wurde 1973 aus Gromadas neu gebildet. Von 1975 bis 1998 wurde der Powiat aufgelöst und die Woiwodschaft Katowice (1953–1956 Woiwodschaft Stalinogrodzkie) im Zuschnitt verkleinert. Im Januar 1999 kam die Gemeinde wieder zum Powiat Wodzisławski und zur Woiwodschaft Schlesien.
Von 1945 bis 1954 bestand auf ihrem Gebiet die Gmina Połomia, die in drei Gromadas aufgelöst wurde. Sitz war das Dorf Połomia. Die Gromadas kamen 1954 vom ehemaligen Powiat Rybnicki zum Powiat Wodzisławski.
Mit Stand Dezember 2020 hat die Gemeinde keinen männlichen Schulzen (sołtys).

## Gemeindepartnerschaften
- Budišov nad Budišovkou, Tschechien
- Fryčovice, Tschechien
- Houdain, Frankreich[4]

## Gliederung

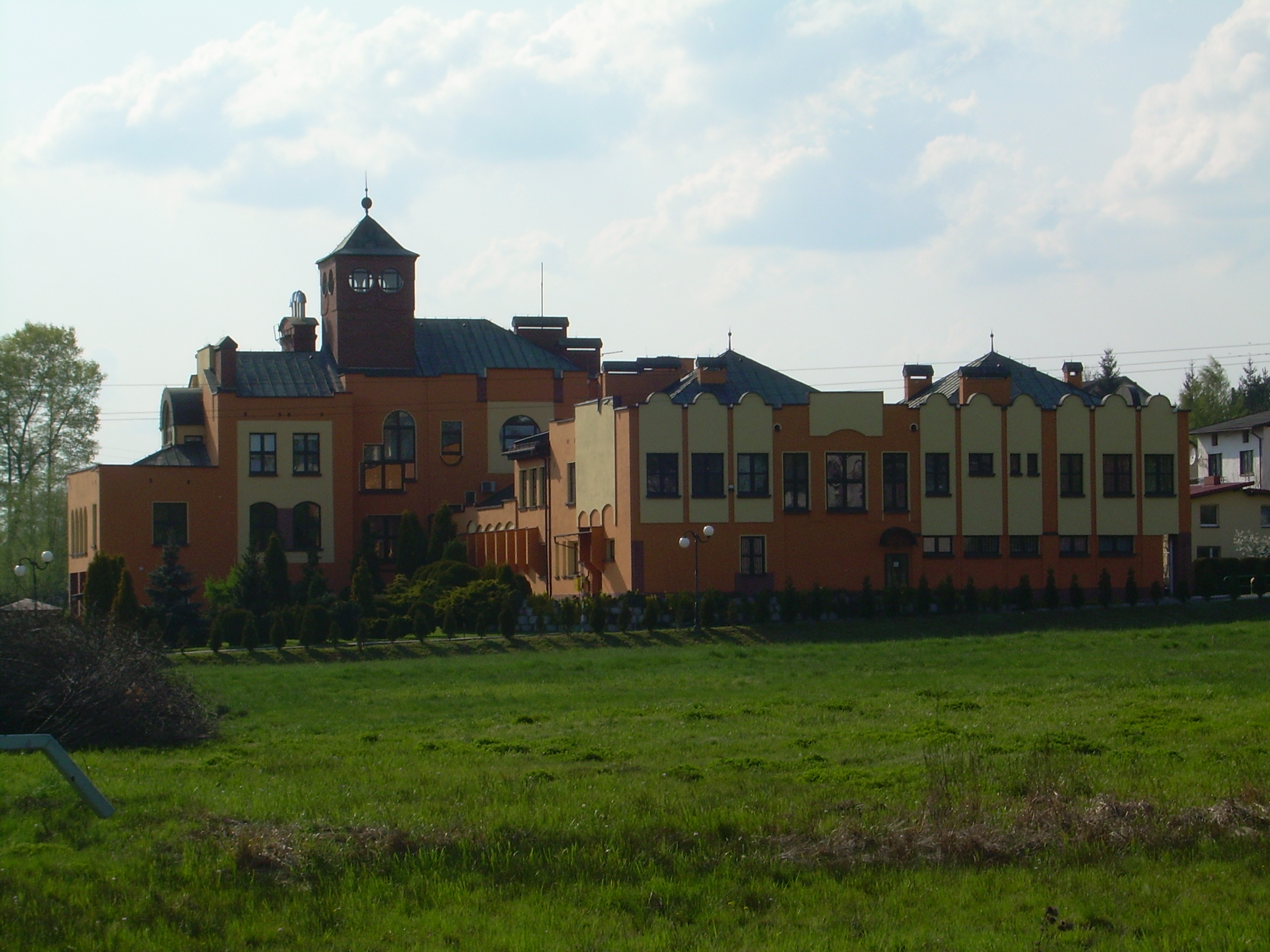
Gemeindeverwaltung in Mszana

Zur Landgemeinde Mszana gehören drei Dörfer mit einem Schulzenamt (sołectwo; Einwohnerzahlen vom 31. Dezember 2011):
- Gogołowa (Gogolau), 1059 Einw. – 4,9 km²
- Mszana (Mschanna), 3642 Einw. – 12,1 km²
- Połomia (Pohlom), 2612 Einw. – 14,4 km²

## Verkehr
Die Autobahn A1 führt von Nordosten nach Südwesten durch die Gemeinde. Parallel verläuft die Woiwodschaftsstraße DW930, die in die kreuzende DW933 einmündet. Die Bahn verläuft östlich des Gemeindegebiets.